# Terremoto de Spitak de 1988

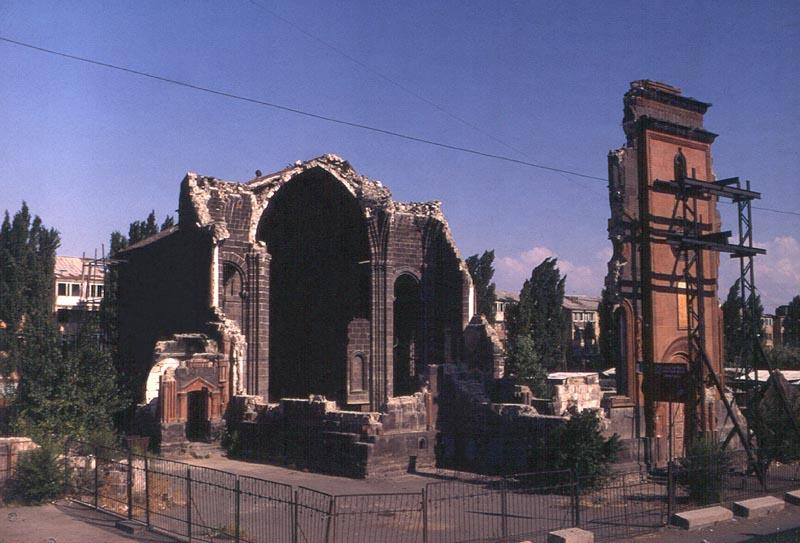
La iglesia de la Santa Salvación en Gyumri después del terremoto.

El Terremoto de Spitak, también llamado Terremoto de Gyumri o Leninakan, como era conocida la ciudad en esa época, fue un terremoto con magnitud 6.8Mw, que ocurrió el miércoles 7 de diciembre de 1988, a las 11:41 hora local (7:41 UTC) en la región de Lorri, con intensidad VII (Muy Fuerte) en la escala de Mercalli, en la capital de Armenia, Ereván
La grabación de un álbum de música llamado Rock Aid Armenia fue organizado con diversas bandas de todo el mundo para recaudar fondos que ayudaran a las víctimas a reconstruir el área. Entre los artistas que participaron, se mencionan a Emerson, Lake & Palmer, Gary Moore, Black Sabbath, Mike and the Mechanics, Rush, Deep Purple, Bon Jovi, Iron Maiden, Led Zeppelin, Foreigner, Pink Floyd, Queen, Yes, Whitesnake entre otras.
Las estimaciones indican que cerca de 50 mil personas murieron en el que fue uno de los terremotos más letales de la historia.